# Датская Королевская фарфоровая мануфактура
Датская Королевская фарфоровая мануфактура  (дат. Den Kongelige Porcelænsfabrik) — одна из старейших в Европе придворных мануфактур по производству твёрдого фарфора, возникшая шестой после мануфактур в Майсене (1710), Вене (1718), Севре (1740), в Санкт-Петербурге (1744), Берлине (1751).

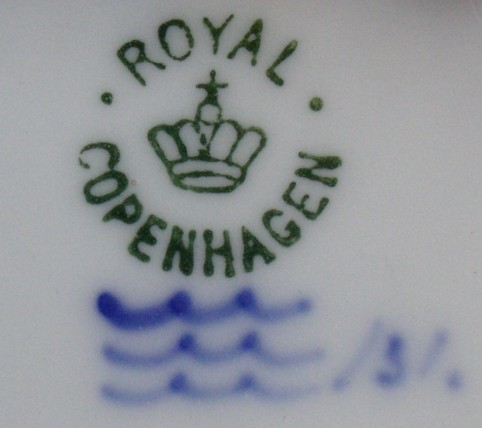
Фирменная марка «Royal Copenhagen». 1917

## История
Фабрика была основана 1 мая 1775 года в переоборудованном почтовом отделении и гостинице на улице Кёбмагергаде в Копенгагене под патронажем вдовствующей королевы Юлианы Марии и с тех пор использует марку с тремя волнами, обозначающими три внутренних водных пути Дании: Storebælt, Lillebælt and Øresund (Сторебельт, Лиллебельт, Эресунн). Фабрику основал фармацевт Франц Генрих Мюллер, которому была предоставлена монополия на производство фарфора на пятьдесят лет. Среди организаторов был французский скульптор-модельер и технолог Л.-А. Фурнье, работавший ранее на мануфактуре в Венсенне (Севр).
Хотя королевский патронаж поначалу не был официальным, первыми изделиями были обеденные сервизы для королевской семьи. Когда в 1779 году король Кристиан VII взял на себя финансовую ответственность, мануфактуру стали называть Королевской. Открытие в 1772 году залежей кобальта в Норвегии способствовало распространению декора «синим кобальтом по белому» (нем. echt Kobalt), который был так характерен для некоторых изделий из Китая и знаменитых фаянсов из Делфта.
На мануфактуру пригласили живописцев из Майсена, а из Фюрстенберга скульптора-модельера А.-К. Луплау. Вначале в продукции копенгагенской фабрики доминировал «французский стиль». Кроме больших декоративных ваз, корпусов часов, зеркальных рам и столовой посуды изготавливали фигурки из бисквита и глазурованного фарфора по моделям мануфактуры в Севре. Особой популярностью пользовался изобретённый в 1740 году в Майсене синий декор в виде так называемого «сухоцвета» и «луковый узор», или «цвибель декор» (нем. Zwiebelmusterdekor), подглазурным кобальтом.
В 1790 году король поручил мануфактуре изготовить обеденный сервиз «Флора Даника», состоящий из предметов расписанных мотивами, скопированными с иллюстраций знаменитого ботанического атласа «Flora Danica», включающего полное описание дикорастущей флоры Датского королевства на 1874 год. Сервиз составляют около 1530 предметов. Они декорированы «жемчужником» по борту, некоторые — лепными цветками. Роспись всех предметов выполнял И. Х. Байер, мастер из Нюрнберга. На каждом предмете имеется точное изображение одного из растений, с оборотной стороны — их латинские названия. Сервиз предназначался русской императрице Екатерине Второй. Однако после смерти императрицы в 1796 году сервиз всё ещё оставался незавершённым, и работа не была оплачена. Сохранившиеся предметы остались в Дании, часть из них экспонируется в Королевском замке Розенборг, другая — в Датском музее искусства и дизайна в Копенгагене. Это один из самых знаменитых сервизов мануфактуры; компания «Royal Copenhagen» и по сей день производит расписанные вручную изделия сервиза «Флора Даника». Однако повторения и копии намного слабее оригиналов.

## Изделия сервиза «Флора Даника»

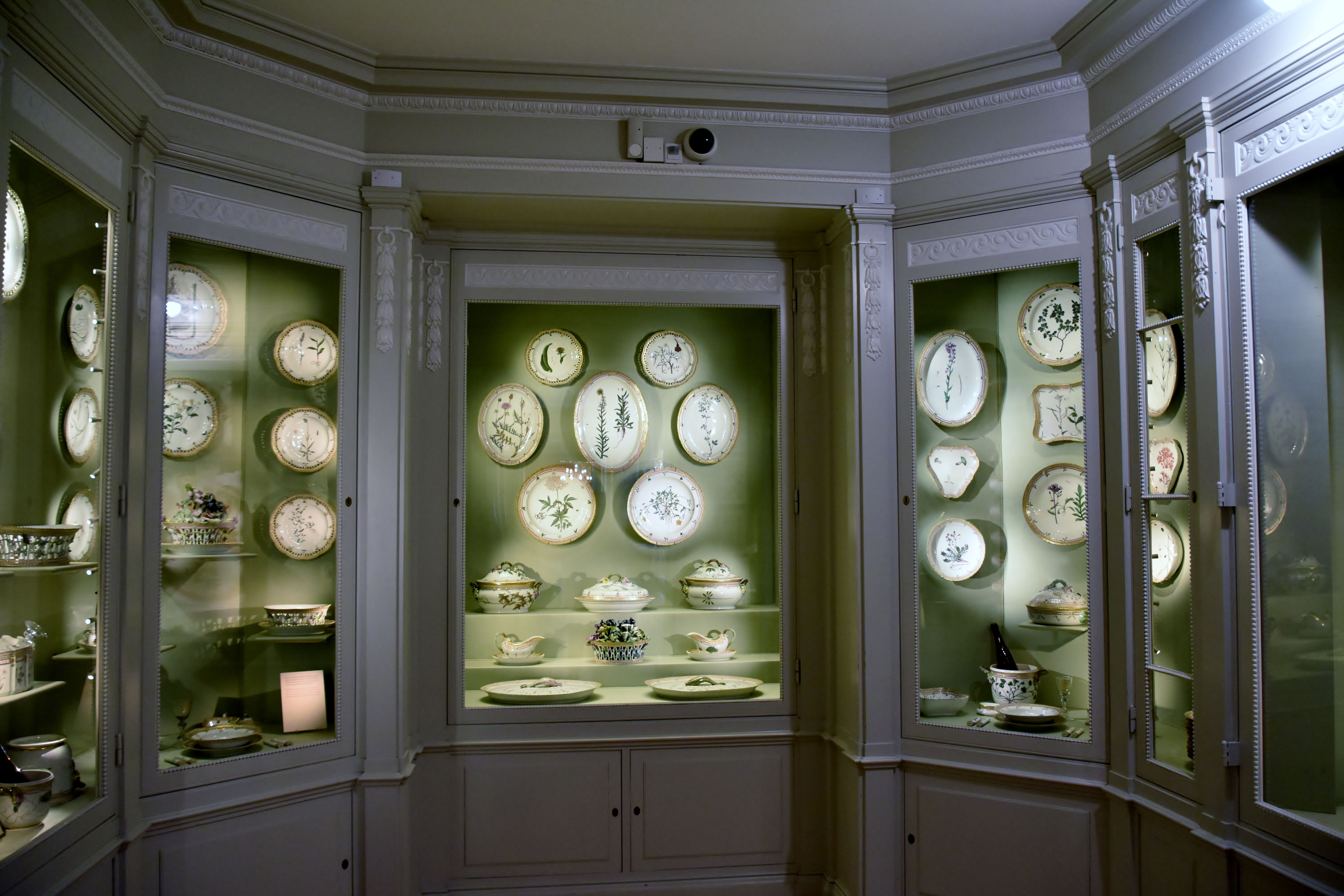
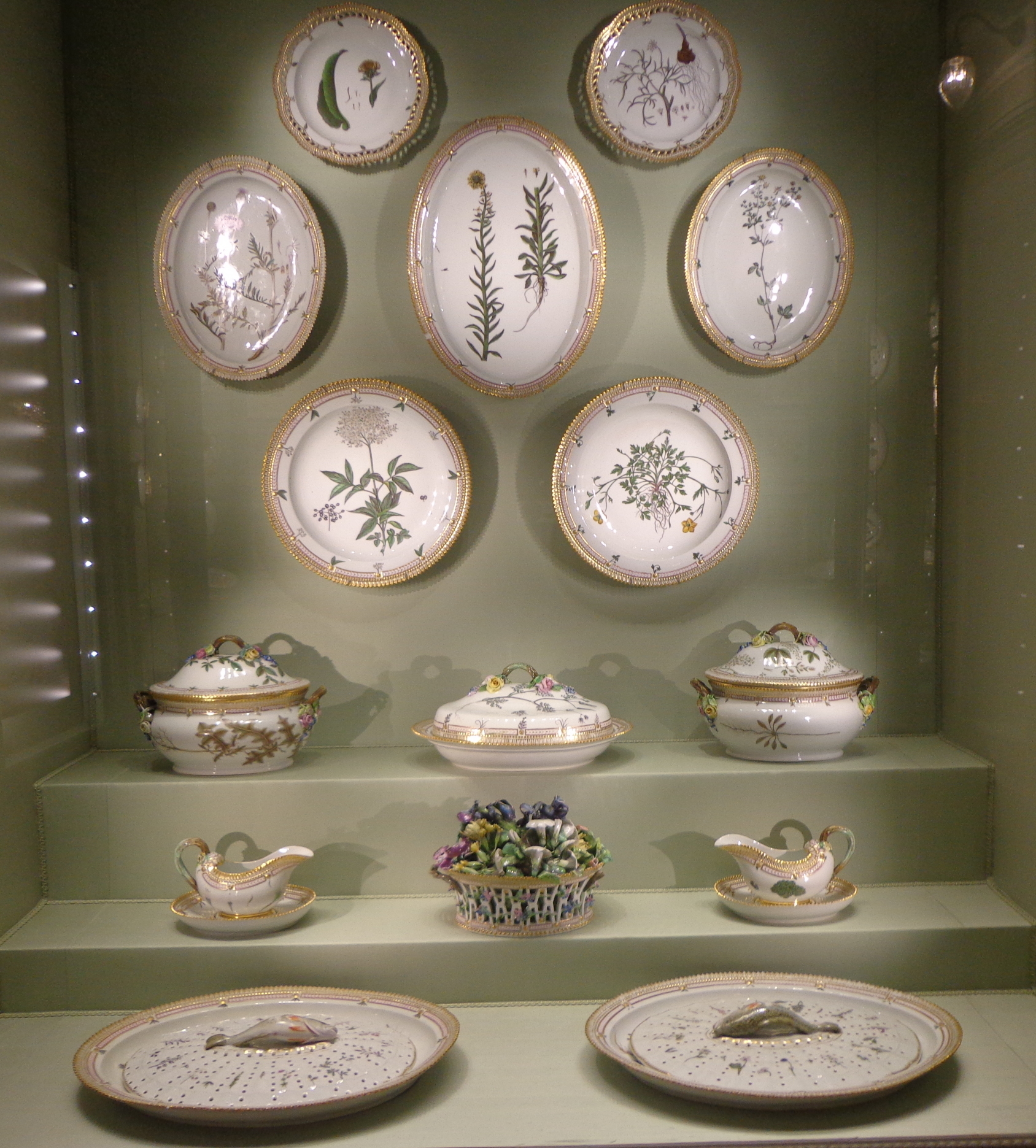
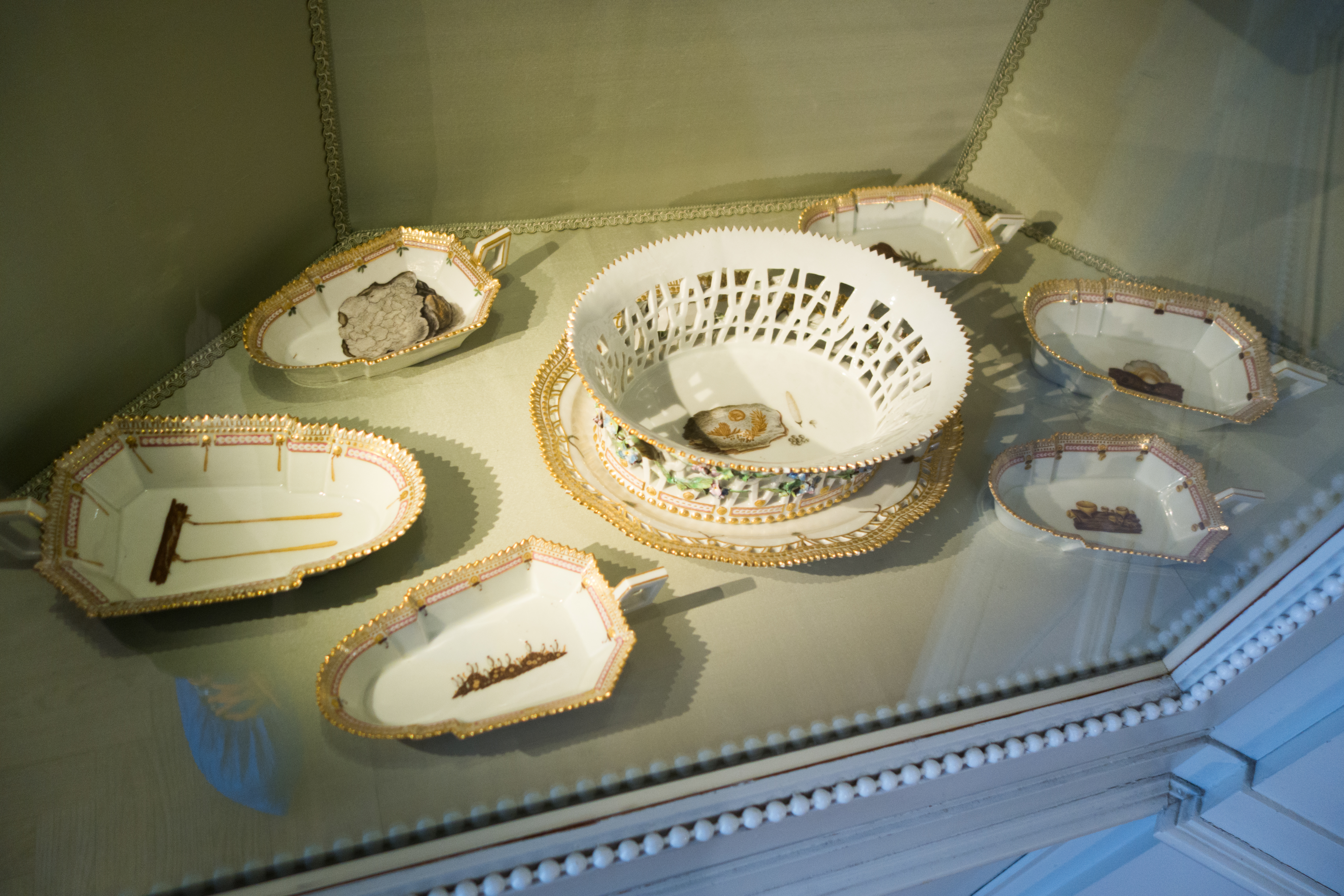
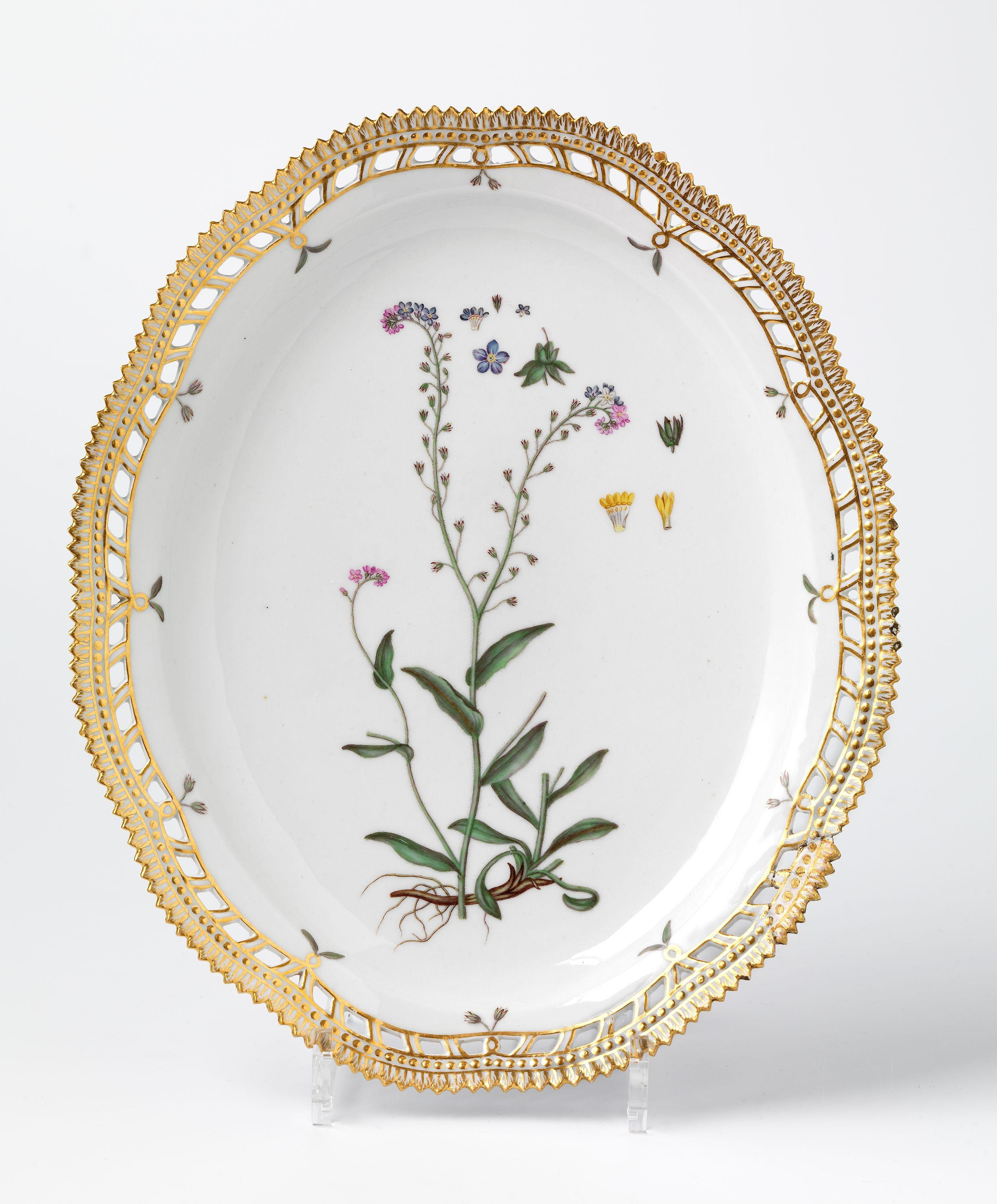
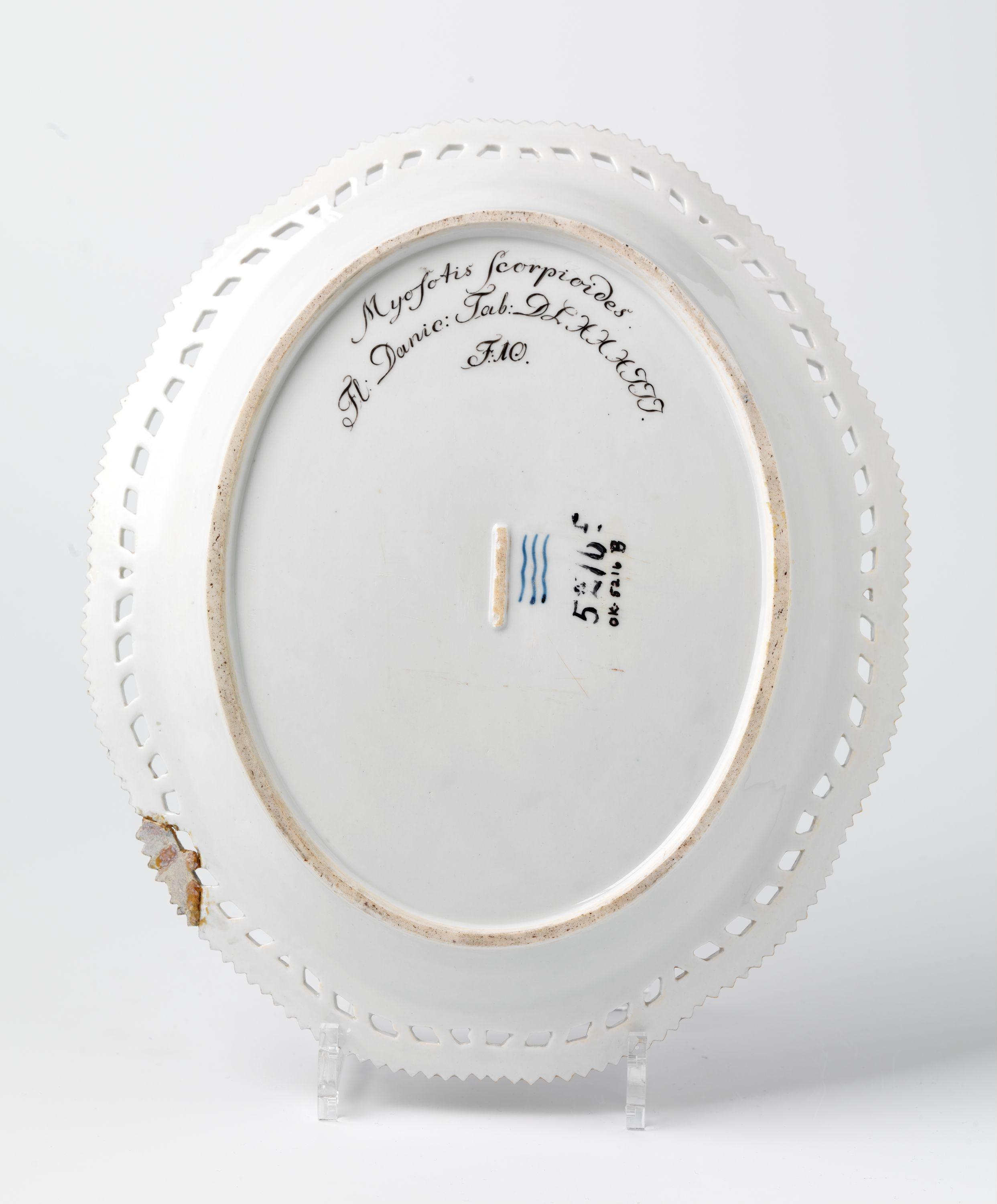
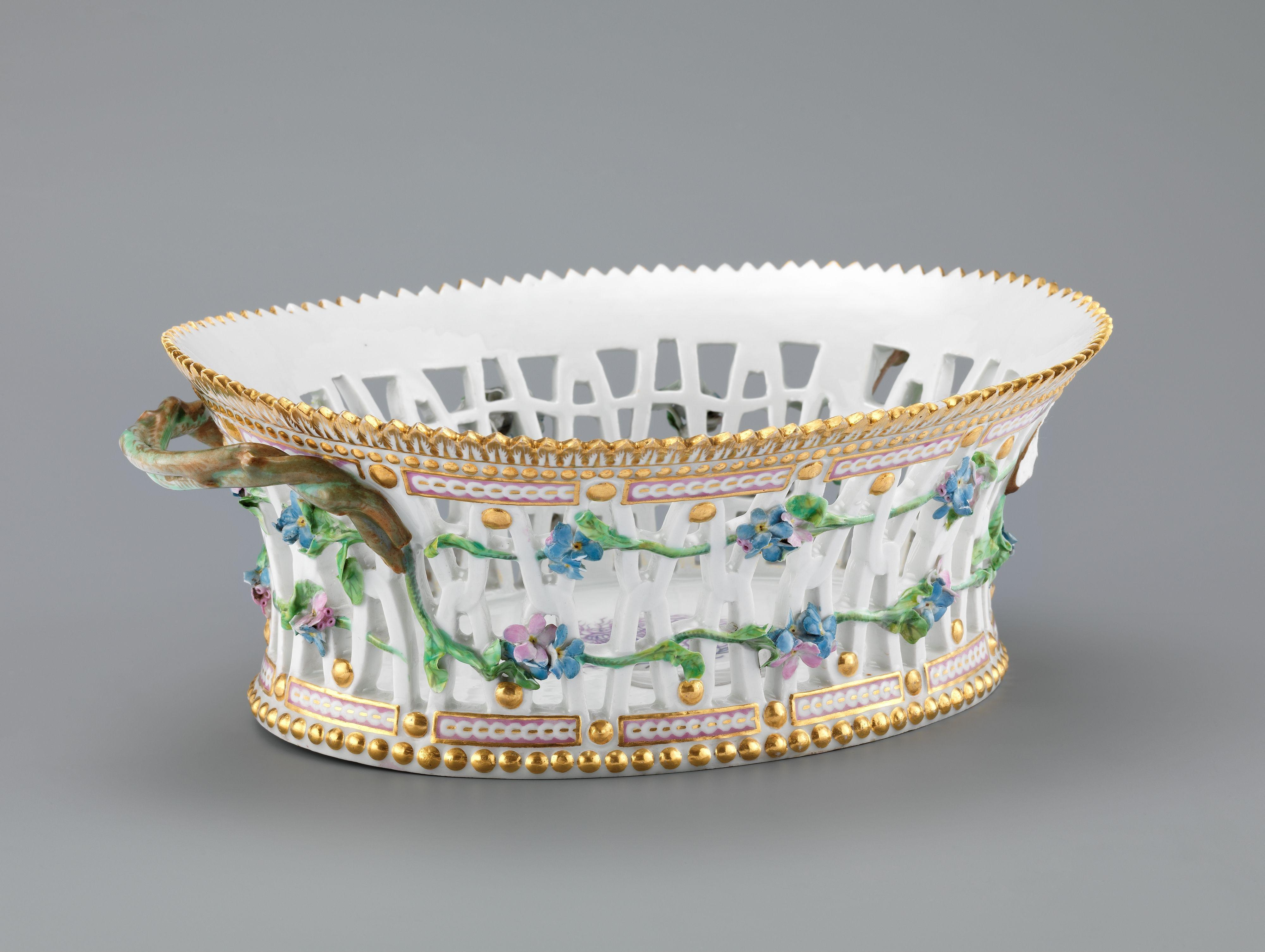

В 1824—1857 годах художественным директором мануфактуры был датский архитектор и живописец Густав Фридрих фон Хеч, сумевший привлечь многих талантливых художников. С 1835 года по его инициативе на Копенгагенской мануфактуре стали выпускать реплики в бисквите известных скульптур знаменитого датского скульптора Бертеля Торвальдсена.
В 1851 году Копенгагенская мануфактура продемонстрировала свою продукцию на Первой Всемирной выставке в Лондоне. В 1868 году в результате приватизации королевских компаний Королевский фарфоровый завод перешёл в собственность коммерсанта Г. А. Фалька, но обозначение «Королевский» сохранилось. С тех пор и поныне — это частное предприятие, сменившее несколько владельцев, но сохранившее тесные связи с королевской семьёй Дании.
Самый знаменитый период в деятельности мануфактуры связан с участием в производстве выдающегося художника: архитектора, живописца и графика Арнольда Эмиля Крога, который в 1885 году стал директором мануфактуры. Под впечатлением от изделий японского фарфора и работ молодых французских художников, которые он видел в путешествиях по Европе и в коллекции З. Бинга в Париже, у Крога возникла идея воспроизвести в фарфоре характерный образ датского пейзажа.
Вместе со своими сотрудниками Крог нашёл особую живописную технику, при которой собственную красоту фарфора и пейзажные мотивы неяркой северной природы подчёркивал нежный «северный» колорит и слегка расплывающиеся очертания блеклых серо-голубых, зеленоватых и фиолетовых красок подглазурной росписи. Крог также отошёл от жёстких, ломаных линий старых моделей периода ампира и стал использовать простые, «скользящие формы» плавных очертаний, которые давали больше свободы для росписи. Эти новации соответствовали тенденциям моде и вкусов периода модерна. Всё вместе обеспечило необычайную популярность изделиям Копенгагенской мануфактуры, которые стали непременной принадлежностью жилых интерьеров многих европейских стран.

## Изделия мануфактуры периода модерна

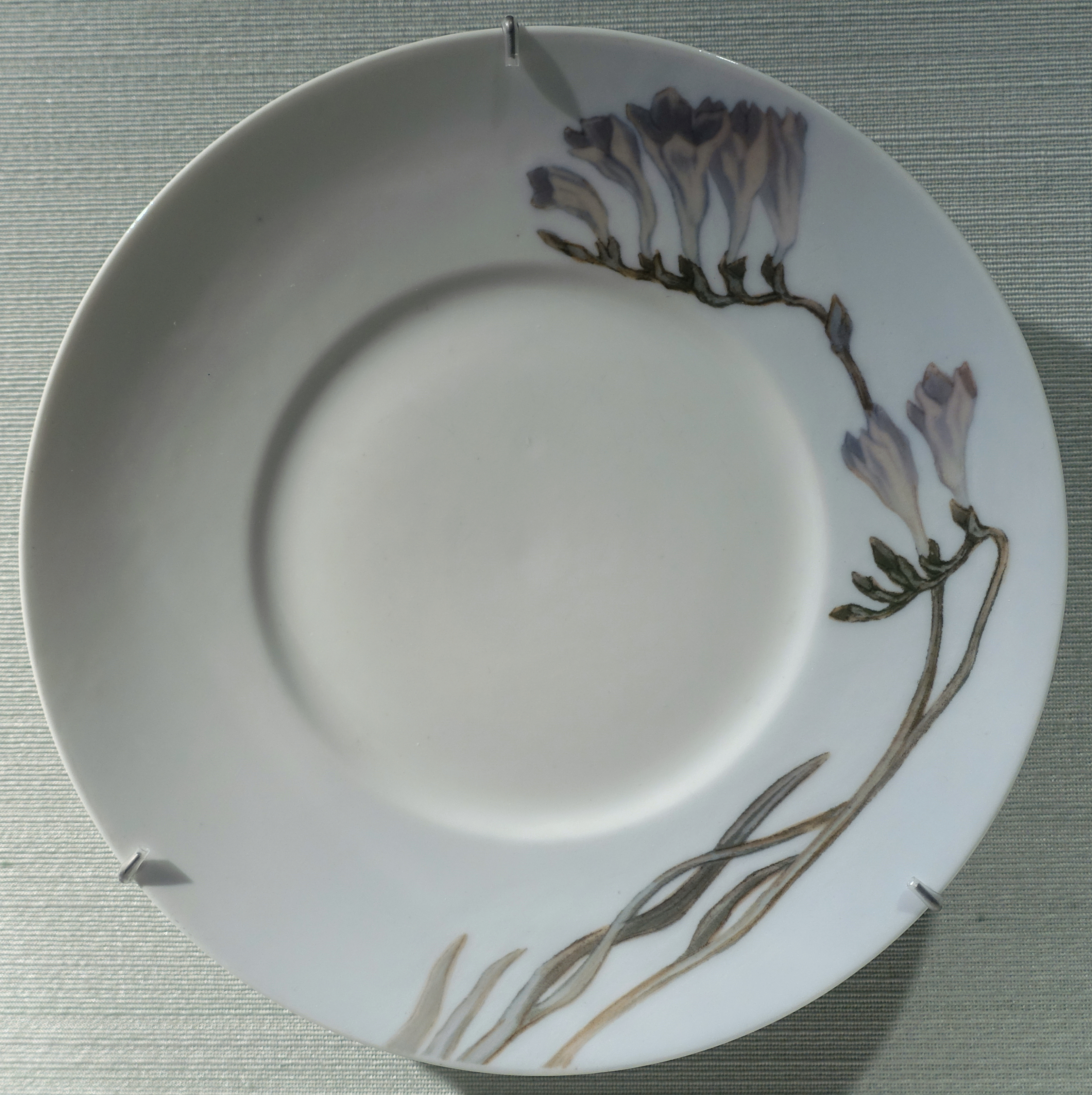
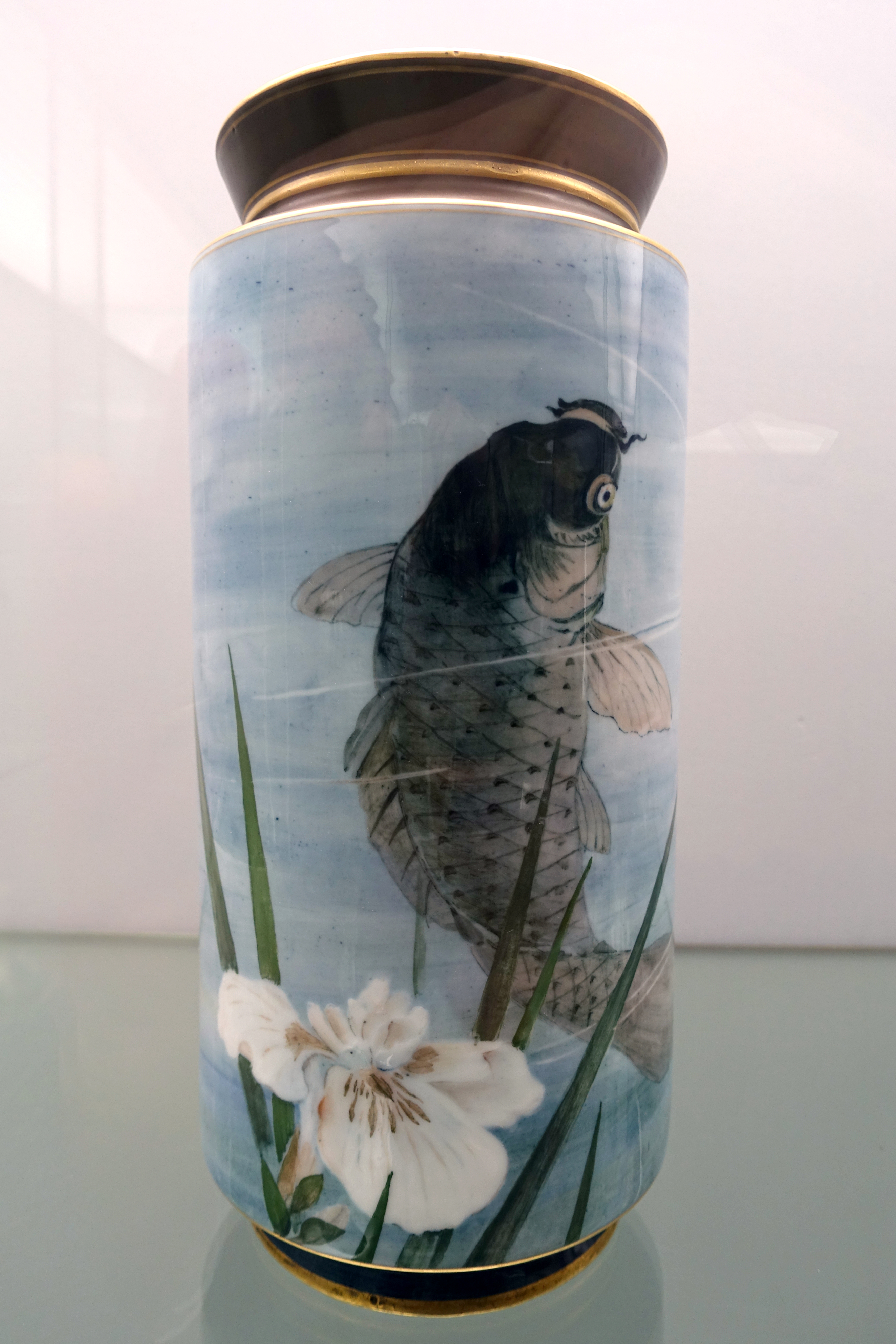
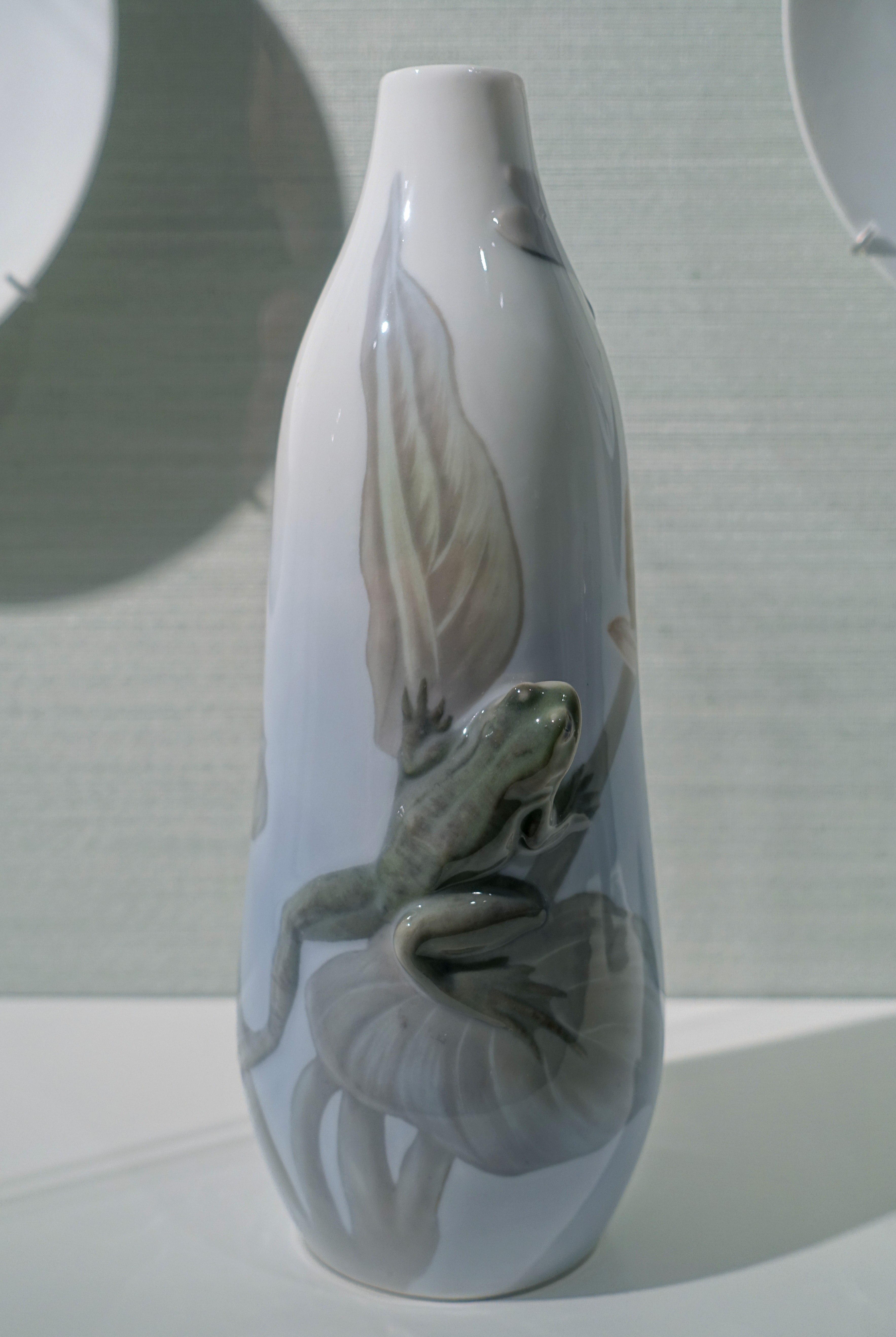
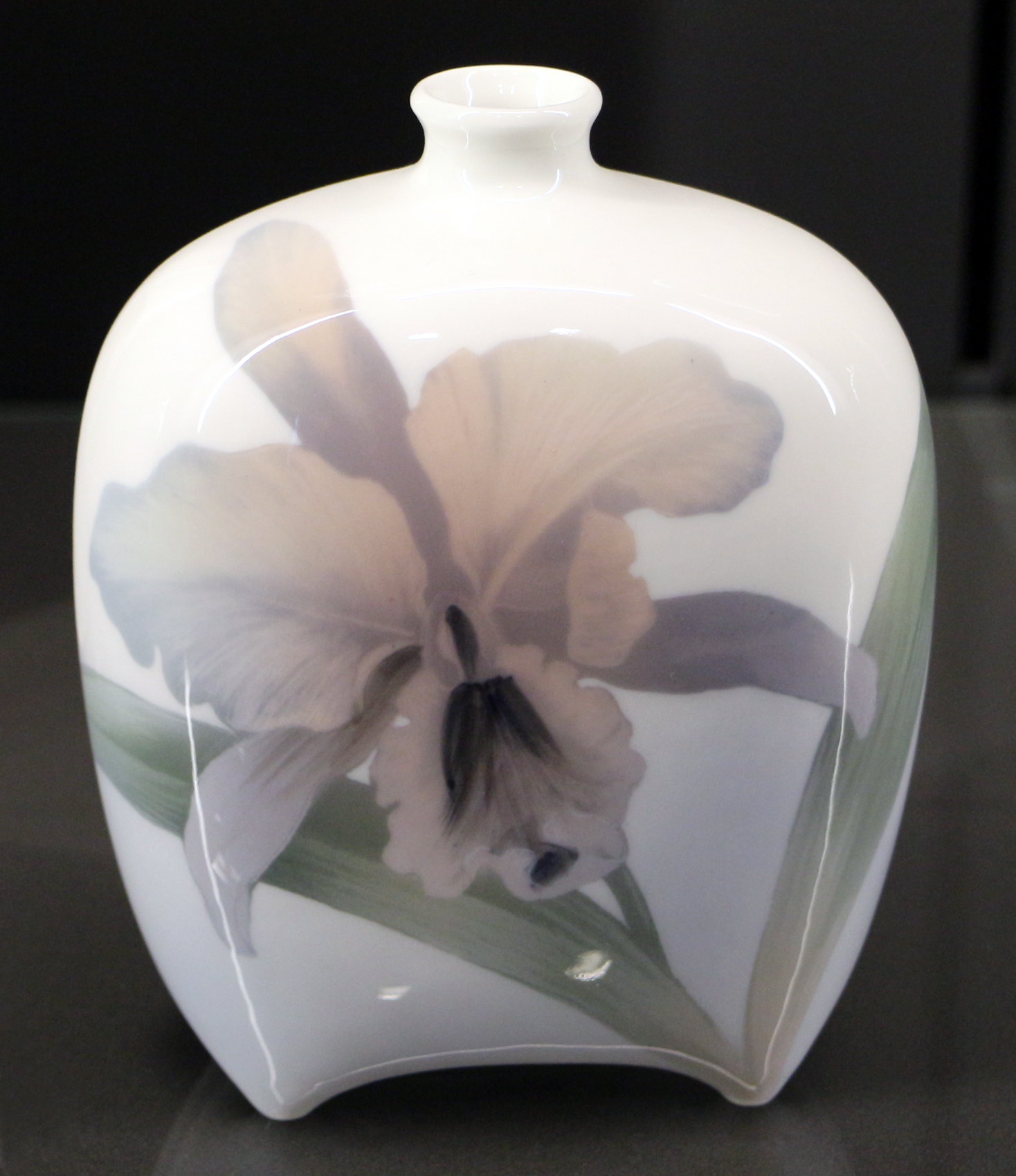
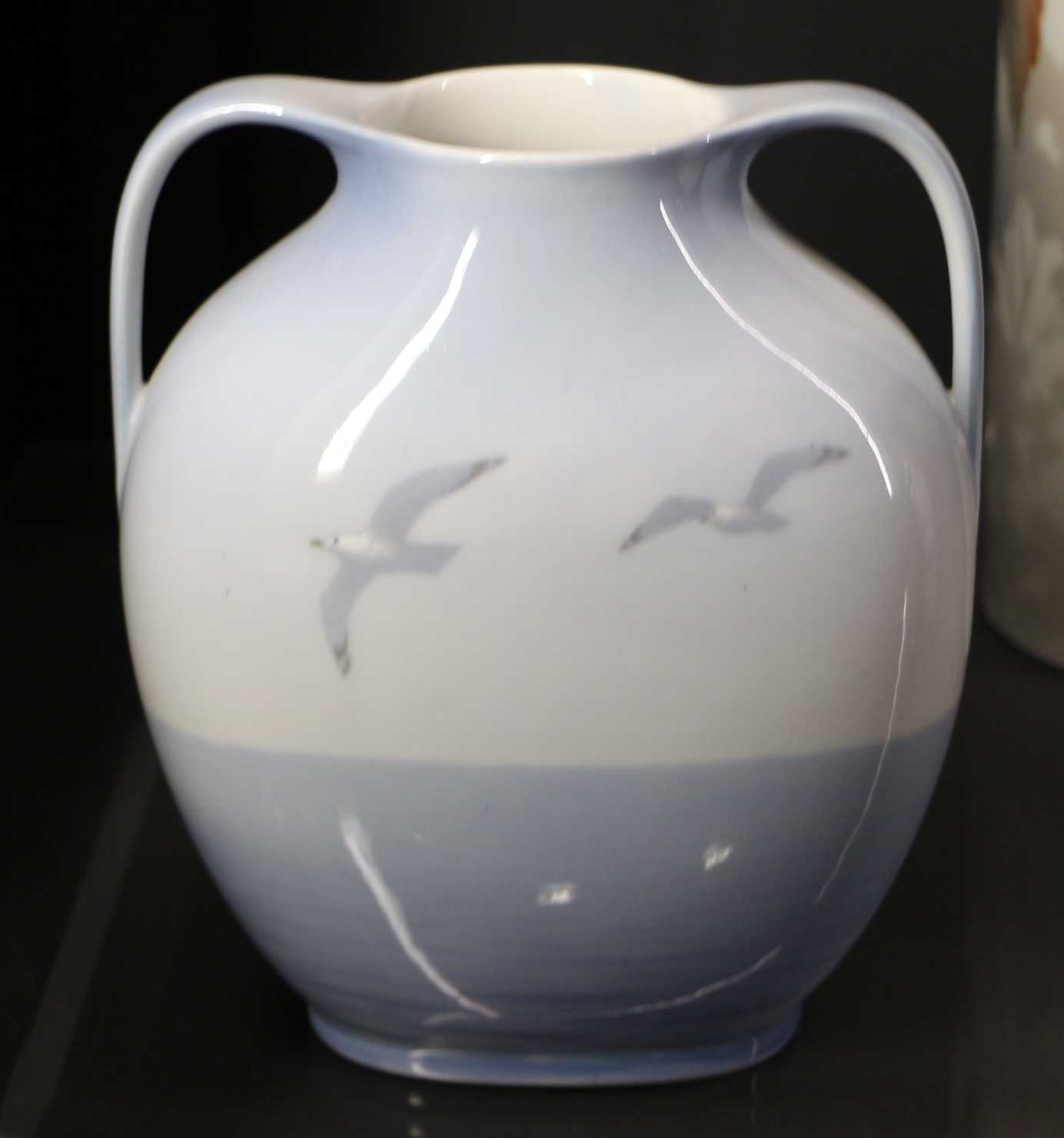
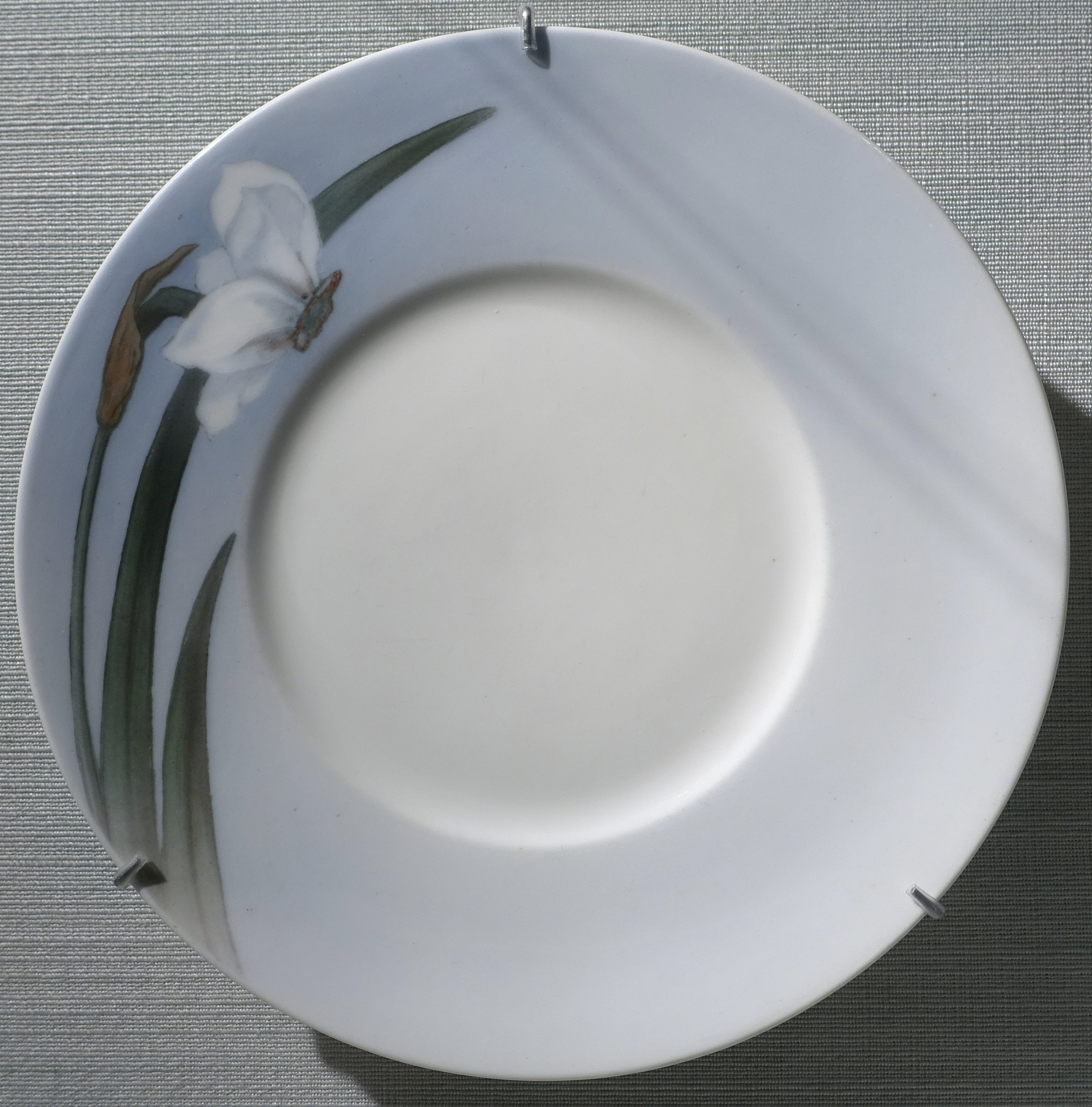
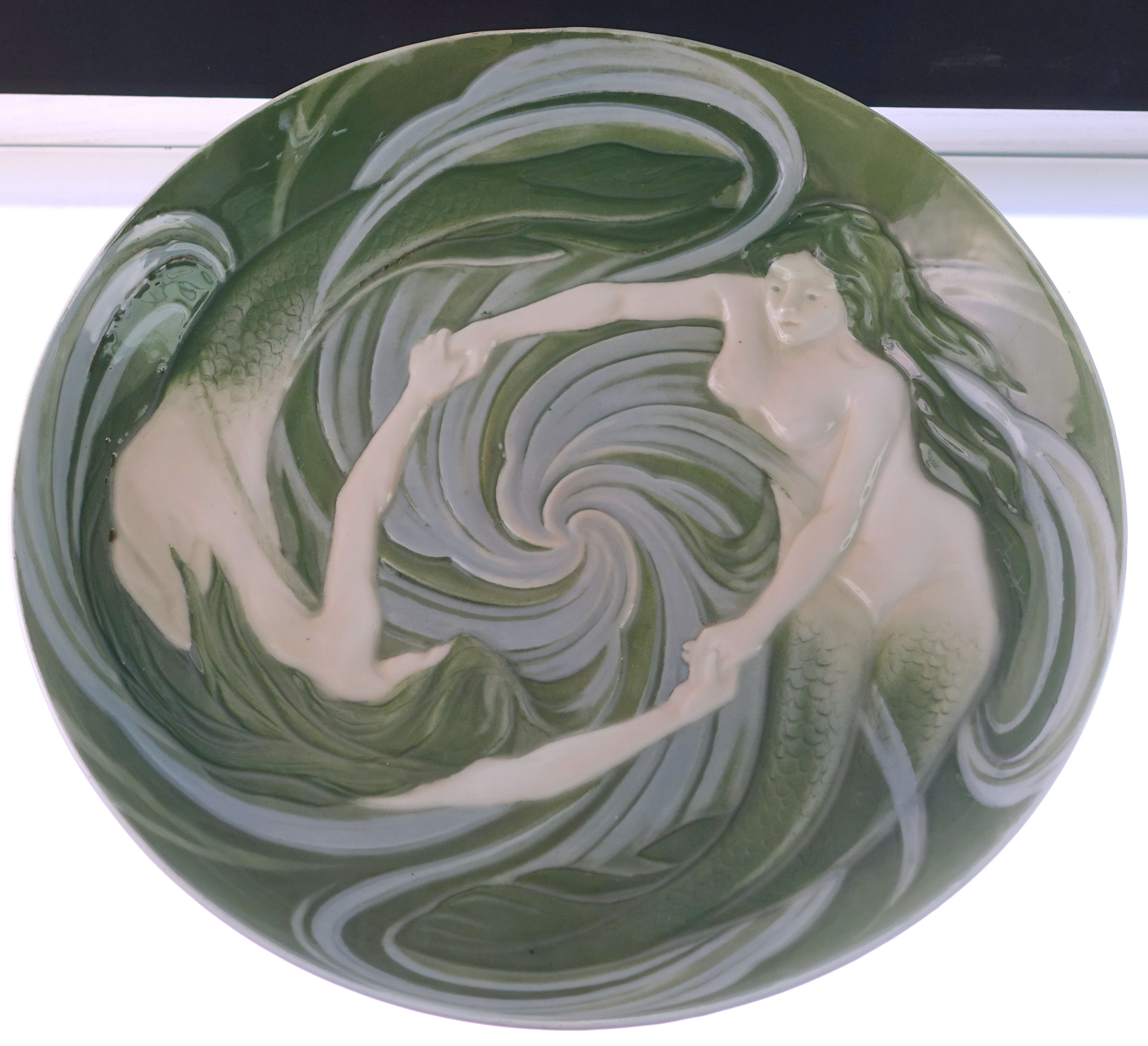
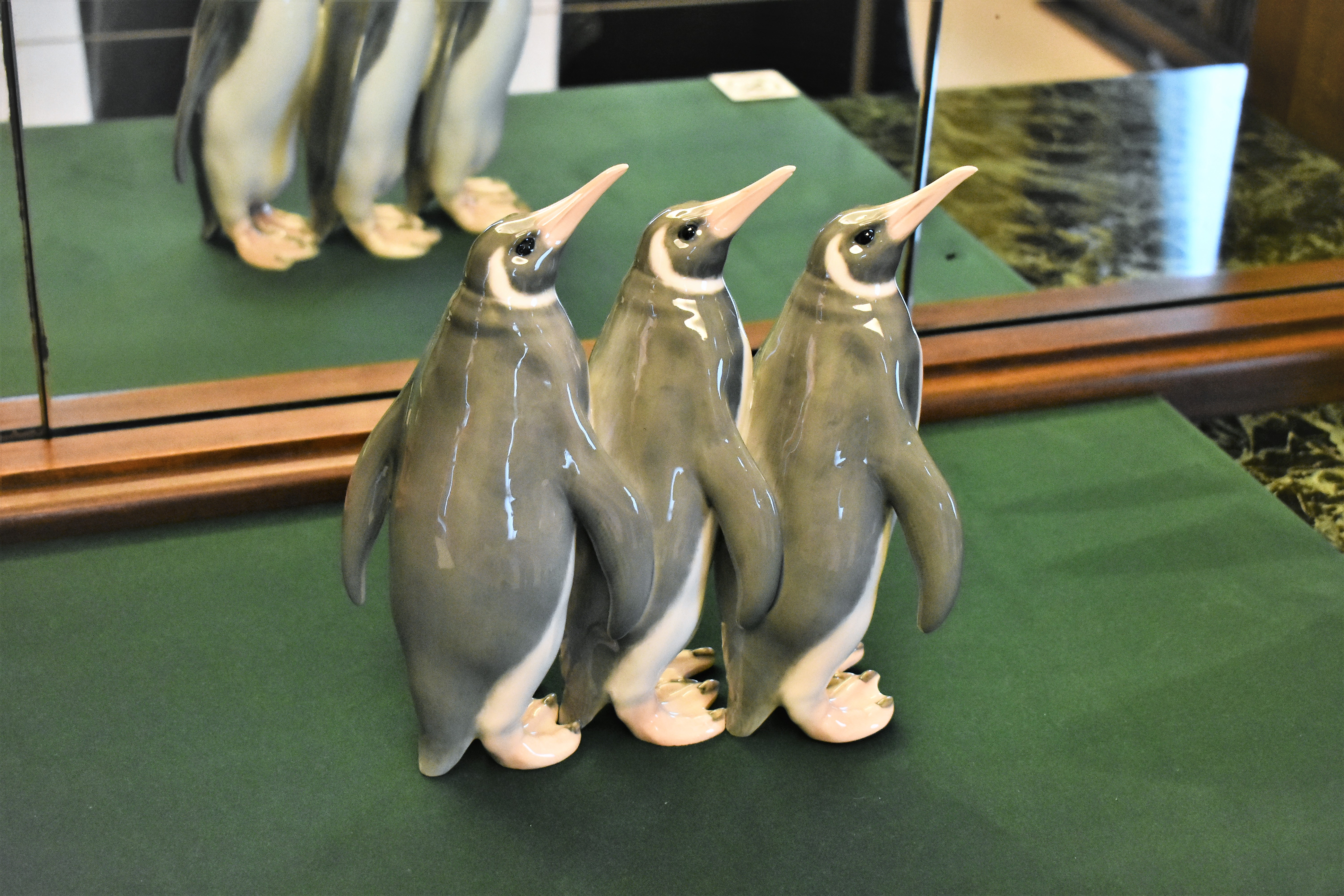

В 1883 году мануфактуру выкупила компания «Aluminia», производящая фаянсовые изделия. Вскоре после приобретения производство «Royal Copenhagen» было перенесено в здание завода на территории Aluminia во Фредериксберге, на окраине Копенгагена.
На Всемирной выставке 1889 года в Париже датские мастера продемонстрировали фигуры животных из белого фарфора — медведей на льдинах по моделям К. Ф. Лиисберга — они имели огромный успех. На Всемирной выставке в 1900 году, также в Париже, мануфактура выиграла Гран-при и датский фарфор вновь стал главным событием выставки. Вскоре выражение «датский стиль» стал синонимом «стиля модерн» в художественном фарфоре.
Существовали и уникальные изделия. Так знаменита скульптура «Принцесса на горошине» (Prinsessen på Ærten) по сказке Х. К. Андерсена, созданная скульптором Герхардом Хеннингом в 1911 году, и воспроизведённая на фабрике всего несколько раз. В следующем году изделие было награждено медалью Первой степени на Парижском салоне и считалось одним из лучших произведений европейского фарфора того времени.
Популярность датских изделий была высока и в России. В 1892—1894 годах на Императорском фарфоровом заводе в Санкт-Петербурге работали специально приглашённые датские художники К. Ф. Лиисберг (1892) и К. Л. Мортенсен (1894), обучавшие русских мастеров датской подглазурной росписи. Они привнесли новые качества и стилистику северного модерна в роспись фарфора «бледными красками». Императрица Мария Фёдоровна, супруга Александра III, была датской принцессой. Это также способствовало русско-датским связям и ввозу изделий Копенгагенской мануфактуры в Россию. В Александровском дворце Царского Села находилась значительная коллекция фарфоровых изделий из Копенгагена.
Под воздействием «датского стиля» на рубеже XIX—XX веков работали мастера шведской фабрики Рёрстранд и даже французского Севра.
После реструктуризации 2002 года фабрику переместили из центра Копенгагена в пригородный Глоструп, где она действует по настоящее время.